# Christopher Soames
Arthur Christopher John Soames, baron Soames, GCMG, GCVO, CH, CBE (ur. 12 października 1920 w Penn, zm. 16 września 1987 w Odiham) – brytyjski polityk, dyplomata i administrator kolonialny, komisarz europejski, członek Partii Konserwatywnej, minister w rządach Harolda Macmillana, Aleca Douglasa-Home’a i Margaret Thatcher.

## Życiorys
Był synem kapitana Arthura Soamesa i Hope Woodbine. Wykształcenie odebrał w West Downs School. Przed rozpoczęciem kariery politycznej był asystentem attaché wojskowego w brytyjskiej ambasadzie w Paryżu. W 1950 został wybrany do Izby Gmin jako reprezentant okręgu Bedford. W 1955 został podsekretarzem stanu w ministerstwie lotnictwa. Kiedy premierem został Macmillan w 1957, Soames otrzymał stanowisko parlamentarnego i finansowego sekretarza przy Admiralicji. W 1958 objął stanowisko ministra wojny. W 1960 objął tekę ministra rolnictwa, rybołówstwa i żywności, dzięki czemu został członkiem gabinetu. Na stanowisku ministra pozostał również po rezygnacji Macmillana, kiedy premierem został Douglas-Home. Po przejściu Partii Konserwatywnej do opozycji został w 1965 ministrem spraw zagranicznych w gabinecie cieni Edwarda Heatha.
W Izbie Gmin zasiadał do wyborów 1966, kiedy przegrał w swoim okręgu z kandydatem laburzystów. W 1968 premier Harold Wilson mianował Soamesa ambasadorem w Paryżu. Na tej placówce pozostał do 1972. W latach 1973–1976 był wiceprzewodniczącym Komisji Europejskiej i jednocześnie komisarzem ds. stosunków zewnętrznych. W 1978 został kreowany parem dożywotnim jako „baron Soames”. W latach 1979–1980 był ostatnim gubernatorem Rodezji Południowej i przyczynił się do zawarcia porozumienia, które w 1980 zakończyło wojnę domową między czarną większością a białą mniejszością.
Równocześnie został członkiem rządu Margaret Thatcher jako przewodniczący Izby Lordów i Lord Przewodniczący Rady. Ze stanowisk tych zrezygnował w 1981. Zmarł w 1987 na zapalenie trzustki. Został pochowany w kościele św. Marcina w Bladon niedaleko Woodstock w hrabstwie Oxfordshire.

## Życie prywatne
11 lutego 1947 poślubił Mary Churchill (ur. 15 września 1922), córkę premiera Winstona Churchilla i Clementine Hozier, córki Henry’ego Hoziera. Christopher i Mary mieli trzech synów i dwie córki:
- Arthur Nicholas Winston Soames (ur. 12 lutego 1948), polityk Partii Konserwatywnej
- Emma Mary Soames (ur. 6 września 1949), żona Jamesa MacManusa, ma dzieci
- Jeremy Bernard Soames (ur. 25 maja 1952), ożenił się z Susanną Keith, ma z nią dzieci
- Charlotte Clementine Soames (ur. 17 lipca 1954), żona Alexandra Hambro i Williama Peela, 3. hrabiego Peel, ma dzieci
- Rupert Christopher Soames (ur. 18 maja 1959), ożenił się z Camillą Dunne, ma dzieci